# ألان كارترايت
ألان كارترايت (بالإنجليزية: Alan Cartwright) هو عازف قيثارة بريطاني، ولد في 10 أكتوبر 1945 في لندن في المملكة المتحدة.

## وصلات خارجية
- ألان كارترايت على موقع IMDb (الإنجليزية)
- ألان كارترايت على موقع ميوزك برينز (الإنجليزية)
- ألان كارترايت على موقع ديسكوغز (الإنجليزية)